# Associazione Calcistica Perugia Calcio 2022-2023
Questa voce raccoglie le informazioni riguardanti l'Associazione Calcistica Perugia Calcio nelle competizioni ufficiali della stagione 2022-2023.

## Stagione
La stagione 2022-2023 è per il Perugia la 29ª partecipazione alla seconda serie del Campionato italiano di calcio. L'annata è decisamente travagliata per il club perugino. Partito Alvini, che accetta la proposta della Cremonese neopromossa in Serie A, la squadra viene inizialmente affidata a Fabrizio Castori, esonerato a causa della sconfitta nel derby sul campo della Ternana e dello stentato avvio di campionato, con una vittoria e quattro sconfitte in sei giornate. Il successore, Silvio Baldini, sottoscrive un accordo valido fino alla fine della stagione, ma si dimette già alla metà di ottobre, avendo subito tre sconfitte in tre partite, con la squadra all'ultimo posto della classifica. Pur lottando con il Brescia sino all'ultimo turno, il rientrante Castori non riesce a invertire la rotta di una stagione infausta, terminata con la retrocessione all'ultima giornata, a causa del sedicesimo posto in graduatoria. A nulla vale la vittoria ottenuta in extremis al Curi contro il Benevento già retrocesso (3-2), dato che il Brescia pareggia in doppia rimonta (2-2) in casa del Palermo, guadagnando il punto che condanna gli umbri al ritorno in Serie C e consente ai lombardi di qualificarsi al Play-out contro il Cosenza.

## Divise e sponsor
Lo sponsor tecnico per la stagione 2022-2023 è Frankie Garage.

## Organigramma societario
Area direttiva
- Presidente: Massimiliano Santopadre
- Vicepresidente: Stefano Cruciani, Mauro Lucarini
- Direttore generale: Gianluca Comotto
- Segretario generale: Chiara Zuppardo
- Segretario sportivo: Eleonora Massetti
- Responsabili amministrazione: Sandro Angelo Paiano, Giancarlo Paiano
- Ufficio amministrativo area Staff: Chiara Cinelli
- Ufficio legale: Carlo Calvieri, Gianluca Calvieri
- Ufficio consulenti: Mario Mincigrucci, Valentina Bastianini
- Direttore manutenzione impianti: Gianluca Bellucci

Area comunicazione e marketing
- Responsabile marketing: Marco Santoboni
- Responsabile commerciale: Stefano Politelli
- Responsabile ufficio stampa: Francesco Baldoni
- Area marketing e commerciale: Giorgia Mastrini
- Supporter Liaison Officer: Simone Leorsini
- Responsabile biglietteria: Tiziana Barbetti
- Responsabile protezione dati personali: Alessia Nataloni
- Delegato alla sicurezza: Michele Diosono
- Supporters Liaison Officer: Massimiliano Rossi

Area sportiva
- Responsabile Scouting: Jacopo Giugliarelli
- Responsabile tecnico agonistica: Piero Lombardi
- Direttore sportivo: Marco Giannitti (fino al 17 ottobre), Renzo Castagnini
- Team Manager: Alessio Peroni
- Segreteria Settore giovanile: Eleonora Cardinali, Daniela Zampini

Area tecnica
- Allenatore: Fabrizio Castori (fino al 19 settembre), Silvio Baldini (fino al 19 ottobre), Fabrizio Castori
- Allenatore in seconda:  Riccardo Bocchini (fino al 19 settembre), Stefano Cuoghi (fino al 19 ottobre), Riccardo Bocchini
- Collaboratore tecnico: Tommaso Marolda (fino al 19 settembre), Matteo Valeri (fino al 19 ottobre), Tommaso Marolda
- Preparatore dei portieri: Cristiano Lupatelli
- Preparatore atletico: Carlo Pescosolido (fino al 19 settembre), Pasquale D’Antonio (fino al 19 ottobre), Carlo Pescosolido
- Match Analyst: Marco Castori (fino al 19 settembre), Mattia Baldini (fino al 19 ottobre), Marco Castori

Area sanitaria
- Responsabile sanitario: Giuliano Cerulli
- Medico sportivo: Michele Bisogni, Lamberto Boranga
- Medico ortopedico: Giuseppe De Angelis
- Medico cardiologo: Mauro Faleburle
- Medico sociale: Nicola Bizzarri
- Operatore sanitario: Renzo Luchini, Mirco Lanari, Stefano Gigli

## Rosa
Rosa aggiornata al 30 novembre 2022.
| N. |                    | Ruolo | Calciatore                  |
| -- | ------------------ | ----- | --------------------------- |
| 1  | Italia (bandiera)  | P     | Stefano Gori                |
| 2  | Italia (bandiera)  | D     | Aleandro Rosi               |
| 3  | Italia (bandiera)  | D     | Samuele Righetti            |
| 3  | Italia (bandiera)  | D     | Damiano Cancellieri         |
| 4  | Italia (bandiera)  | C     | Edoardo Iannoni             |
| 5  | Italia (bandiera)  | D     | Gabriele Angella (capitano) |
| 6  | Croazia (bandiera) | D     | Stipe Vulikić               |
| 7  | Serbia (bandiera)  | C     | Miloš Vulić                 |
| 9  | Italia (bandiera)  | A     | Federico Melchiorri         |
| 10 | Brasile (bandiera) | A     | Ryder Matos                 |
| 11 | Italia (bandiera)  | A     | Marco Olivieri              |
| 12 | Italia (bandiera)  | P     | Jacopo Furlan               |
| 13 | Italia (bandiera)  | C     | Gregorio Luperini           |
| 14 | Svezia (bandiera)  | A     | Emmanuel Ekong              |
| 15 | Italia (bandiera)  | D     | Cristian Dell'Orco          |
| 16 | Italia (bandiera)  | C     | Andrea Ghion                |

| N. |                           | Ruolo | Calciatore        |
| -- | ------------------------- | ----- | ----------------- |
| 16 | Italia (bandiera)         | C     | Paolo Bartolomei  |
| 17 | Colombia (bandiera)       | D     | Yeferson Paz      |
| 18 | Italia (bandiera)         | A     | Samuel Di Carmine |
| 20 | Italia (bandiera)         | A     | Giuseppe Di Serio |
| 21 | Argentina (bandiera)      | D     | Marcos Curado     |
| 22 | Italia (bandiera)         | P     | Luca Moro         |
| 23 | Italia (bandiera)         | D     | Francesco Lisi    |
| 24 | Argentina (bandiera)      | D     | Tiago Casasola    |
| 25 | Italia (bandiera)         | C     | Simone Santoro    |
| 28 | Costa d'Avorio (bandiera) | C     | Christian Kouan   |
| 31 | Italia (bandiera)         | D     | Andrea Beghetto   |
| 41 | Italia (bandiera)         | A     | Luca Strizzolo    |
| 81 | Albania (bandiera)        | P     | Alessio Abibi     |
| 82 | Italia (bandiera)         | C     | Leonardo Capezzi  |
| 90 | Slovenia (bandiera)       | D     | Aljaž Struna      |
| 97 | Italia (bandiera)         | D     | Filippo Sgarbi    |

## Calciomercato

### Sessione estiva(dall'1/07 all'1/09)
| Acquisti | Acquisti            | Acquisti             | Acquisti          |
| R.       | Nome                | da                   | Modalità          |
| -------- | ------------------- | -------------------- | ----------------- |
| P        | Jacopo Furlan       | Empoli               | definitivo        |
| P        | Stefano Gori        | Juventus U23         | prestito          |
| D        | Tiago Casasola      | Lazio                | definitivo        |
| D        | Marcos Curado       | Genoa                | riscatto prestito |
| D        | Gianluca Di Chiara  | Reggina              | fine prestito     |
| D        | Samuele Righetti    | Gubbio               | fine prestito     |
| D        | Stipe Vulikić       | Hrvatski Dragovoljac | prestito          |
| C        | Edoardo Iannoni     | Salernitana          | prestito          |
| C        | Kalifa Manneh       | Taranto              | fine prestito     |
| C        | Miloš Vulić         | Crotone              | definitivo        |
| C        | Gregorio Luperini   | Palermo              | definitivo        |
| A        | Giuseppe Di Serio   | Benevento            | definitivo        |
| A        | Alberto Lunghi      | Montevarchi          | fine prestito     |
| A        | Federico Melchiorri | SPAL                 | fine prestito     |
| A        | Michele Vano        | Pistoiese            | fine prestito     |

| Cessioni | Cessioni           | Cessioni   | Cessioni      |
| R.       | Nome               | a          | Modalità      |
| -------- | ------------------ | ---------- | ------------- |
| P        | Leandro Chichizola | Parma      | definitivo    |
| D        | Andrea Beghetto    | Pisa       | fine prestito |
| D        | Gabriele Ferrarini | Fiorentina | fine prestito |
| C        | Christian D'Urso   | Cittadella | fine prestito |
| C        | Emmanuel Gyabuaa   | Atalanta   | fine prestito |
| A        | Mirko Carretta     | Südtirol   | definitivo    |
| C        | Andrea Ghion       | Catanzaro  | definitivo    |

## Risultati

### Serie B

#### Girone di andata
| Arbitro: | Ayroldi (Molfetta) |

|                             |           |  |
| Brunori 25’ (rig.) Elia 68’ | Marcatori |  |

| Perugia 20 agosto 2022, ore 20:45 CEST 2ª giornata | Perugia        | 0 – 0 referto | Parma | Stadio Renato Curi (5 543 spett.)\| Arbitro: \| Serra (Torino) \| |
| Arbitro:                                           | Serra (Torino) |               |       |                                                                   |

| Arbitro: | Sozza (Seregno) |

|               |           |                                           |
| Strizzolo 57’ | Marcatori | 10’ Folorunsho 54’ Cheddira 69’ Antenucci |

| Arbitro: | Ferrieri Caputi (Livorno) |

|                    |           |              |
| Galazzi 5’ Ayé 47’ | Marcatori | 35’ Luperini |

| Arbitro: | Piccinini (Forlì) |

|               |           |  |
| Strizzolo 42’ | Marcatori |  |

| Arbitro: | Di Bello (Brindisi) |

|                 |           |  |
| Partipilo 45+2’ | Marcatori |  |

| Arbitro: | Marchetti (Ostia Lido) |

|                |           |                                    |
| Di Carmine 83’ | Marcatori | 4’, 88’ (rig.) Gliozzi 90+1’ Touré |

| Arbitro: | Gariglio (Pinerolo) |

|              |           |  |
| Arrigoni 34’ | Marcatori |  |

| Arbitro: | Maggioni (Lecco) |

|                |           |                            |
| Melchiorri 50’ | Marcatori | 13’ Mazzocchi 86’ Carretta |

| Arbitro: | Meraviglia (Pistoia) |

|                         |           |                                         |
| G. Gori 80’ Fabbian 87’ | Marcatori | 18’, 62’ (rig.) Melchiorri 73’ Di Serio |

| Arbitro: | Minelli (Varese) |

|  |           |                            |
|  | Marcatori | 12’ Beretta 90+5’ Magrassi |

| Arbitro: | Di Bello (Brindisi) |

|            |           |  |
| Rohdén 41’ | Marcatori |  |

| Arbitro: | Ghersini (Genova) |

|               |           |                |
| Tremolada 45’ | Marcatori | 37’ Di Carmine |

| Arbitro: | La Penna (Roma) |

|              |           |  |
| Olivieri 74’ | Marcatori |  |

| Cosenza 4 dicembre 2022, ore 15:00 CET 15ª giornata | Cosenza            | 0 – 0 referto | Perugia | Stadio San Vito-Gigi Marulla (4 334 spett.)\| Arbitro: \| Feliciani (Teramo) \| |
| Arbitro:                                            | Feliciani (Teramo) |               |         |                                                                                 |

| Perugia 8 dicembre 2022, ore 15:00 CET 16ª giornata | Perugia          | 0 – 0 referto | SPAL | Stadio Renato Curi (4 762 spett.)\| Arbitro: \| Gualtieri (Asti) \| |
| Arbitro:                                            | Gualtieri (Asti) |               |      |                                                                     |

| Arbitro: | Serra (Torino) |

|                                 |           |                                   |
| Pavoletti 20’, 81’ Lapadula 27’ | Marcatori | 29’ Strizzolo 54’ (rig.) Casasola |

| Arbitro: | Rapuano (Rimini) |

|                            |           |                  |
| Candela 8’ (aut.) Lisi 15’ | Marcatori | 90+4’ Pohjanpalo |

| Arbitro: | Piccinini (Forlì) |

|  |           |                         |
|  | Marcatori | 45+1’ Lisi 83’ Luperini |

#### Girone di ritorno
| Arbitro: | Marcenaro (Genova) |

|                                      |           |                                        |
| Di Serio 2’ Casasola 7’ Olivieri 36’ | Marcatori | 23’ I. Marconi 48’ Valente 89’ Brunori |

| Arbitro: | Ayroldi (Molfetta) |

|                            |           |  |
| Benedyczak 12’ Vázquez 60’ | Marcatori |  |

| Arbitro: | Zufferli (Udine) |

|  |           |                   |
|  | Marcatori | 75’, 81’ Di Serio |

| Arbitro: | Valeri (Roma) |

|                                                       |           |  |
| Santoro 40’ Casasola 48’ (rig.) Kouan 52’ Angella 52’ | Marcatori |  |

| Arbitro: | Marchetti (Ostia Lido) |

|               |           |  |
| Collocolo 60’ | Marcatori |  |

| Arbitro: | Pairetto (Nichelino) |

|                                 |           |  |
| Luperini 54’, 90+5’ Santoro 76’ | Marcatori |  |

| Arbitro: | Santoro (Messina) |

|                       |           |                     |
| Marin 51’ Moruțan 58’ | Marcatori | 39’ (rig.) Casasola |

| Perugia 1º marzo 2023, ore 20:30 CET 27ª giornata | Perugia              | 0 – 0 referto | Como | Stadio Renato Curi\| Arbitro: \| Perenzoni (Rovereto) \| |
| Arbitro:                                          | Perenzoni (Rovereto) |               |      |                                                          |

| Arbitro: | Paterna (Teramo) |

|                         |           |                     |
| Mazzocchi 25’ Curto 74’ | Marcatori | 45’ (rig.) Casasola |

| Arbitro: | Camplone (Pescara) |

|              |           |                                                |
| Di Serio 23’ | Marcatori | 37’ Hernani Jr. 47’ (aut.) S. Gori 81’ Canotto |

| Arbitro: | Gualtieri (Asti) |

|  |           |                             |
|  | Marcatori | 51’ Di Carmine 53’ Casasola |

| Arbitro: | Feliciani (Teramo) |

|              |           |                |
| Casasola 63’ | Marcatori | 77’ Mulattieri |

| Arbitro: | Cosso (Reggio Calabria) |

|  |           |           |
|  | Marcatori | 46’ Gerli |

| Arbitro: | Marinelli (Tivoli) |

|                           |           |  |
| Frendrup 41’ Drăgușin 69’ | Marcatori |  |

| Perugia 22 aprile 2023, ore 14:00 CEST 34ª giornata | Perugia            | 0 – 0 referto | Cosenza | Renato Curi (6 386 spett.)\| Arbitro: \| Marcenaro (Genova) \| |
| Arbitro:                                            | Marcenaro (Genova) |               |         |                                                                |

| Arbitro: | Manganiello (Pinerolo) |

|                    |           |              |
| Moncini 62’ (rig.) | Marcatori | 12’ Casasola |

| Arbitro: | Ayroldi (Molfetta) |

|  |           |                                                             |
|  | Marcatori | 5’, 87’ Lapadula 30’ Paulo Azzi 45’ Mancosu 49’ Kourfalidīs |

| Arbitro: | Maggioni (Lecco) |

|                                        |           |                                  |
| Pierini 26’ Carboni 42’ Ellertsson 60’ | Marcatori | 64’ Luperini 78’ (rig.) Casasola |

| Arbitro: | Dionisi (L'Aquila) |

|                                            |           |                        |
| Lisi 53’ (rig.) Di Carmine 58’ Kouan 90+4’ | Marcatori | 30’ Farias 90+1’ Ciano |

### Coppa Italia

#### Turni eliminatori
| Arbitro: | Gualtieri (Asti) |

|                                         |           |                             |
| Altare 2’ Lapadula 80’ (rig.) Viola 89’ | Marcatori | 32’ Melchiorri 67’ Di Serio |

## Statistiche

### Andamento in campionato
| Giornata  | 1  | 2  | 3  | 4  | 5  | 6  | 7  | 8  | 9  | 10 | 11 | 12 | 13 | 14 | 15 | 16 | 17 | 18 | 19 | 20 | 21 | 22 | 23 | 24 | 25 | 26 | 27 | 28 | 29 | 30 | 31 | 32 | 33 | 34 | 35 | 36 | 37 | 38 |
| --------- | -- | -- | -- | -- | -- | -- | -- | -- | -- | -- | -- | -- | -- | -- | -- | -- | -- | -- | -- | -- | -- | -- | -- | -- | -- | -- | -- | -- | -- | -- | -- | -- | -- | -- | -- | -- | -- | -- |
| Luogo     | C  | T  | C  | C  | T  | C  | T  | C  | T  | C  | T  | T  | C  | T  | C  | T  | C  | T  | C  | T  | C  | T  | C  | T  | C  | C  | T  | C  | T  | C  | T  | C  | T  | T  | C  | T  | C  | T  |
| Risultato | P  | N  | P  | P  | V  | P  | P  | P  | P  | V  | P  | P  | N  | V  | N  | N  | P  | V  | V  | N  | P  | V  | V  | P  | V  | P  | N  | P  | P  | V  | N  | P  | P  | N  | N  | P  | P  | V  |
| Posizione | 19 | 18 | 19 | 20 | 17 | 17 | 19 | 20 | 20 | 20 | 20 | 20 | 20 | 20 | 20 | 20 | 20 | 20 | 18 | 19 | 19 | 18 | 13 | 16 | 14 | 15 | 15 | 15 | 15 | 15 | 17 | 17 | 17 | 17 | 18 | 18 | 18 | 18 |

Legenda:

Luogo: C = Casa; T = Trasferta. Risultato: V = Vittoria; N = Pareggio; P = Sconfitta.

### Statistiche di squadra
Statistiche aggiornate all'8 giugno 2023
| Competizione | Punti | In casa | In casa | In casa | In casa | In casa | In casa | In trasferta | In trasferta | In trasferta | In trasferta | In trasferta | In trasferta | Totale | Totale | Totale | Totale | Totale | Totale | DR  |
| Competizione | Punti | G       | V       | N       | P       | Gf      | Gs      | G            | V            | N            | P            | Gf           | Gs           | G      | V      | N      | P      | Gf     | Gs     | DR  |
| ------------ | ----- | ------- | ------- | ------- | ------- | ------- | ------- | ------------ | ------------ | ------------ | ------------ | ------------ | ------------ | ------ | ------ | ------ | ------ | ------ | ------ | --- |
| Serie B      | 39    | 19      | 6       | 6       | 7       | 23      | 26      | 19           | 4            | 3            | 12           | 17           | 26           | 38     | 10     | 9      | 19     | 40     | 52     | -12 |
| Coppa Italia | -     | 0       | 0       | 0       | 0       | 0       | 0       | 1            | 0            | 0            | 1            | 2            | 3            | 1      | 0      | 0      | 1      | 2      | 3      | -1  |
| Totale       | -     | 19      | 6       | 6       | 7       | 23      | 26      | 20           | 4            | 3            | 13           | 19           | 29           | 39     | 10     | 9      | 20     | 42     | 55     | -13 |